# Knacka inte – kom bara!
Knacka inte – kom bara! (engelska: Don't Bother to Knock) är en brittisk komedifilm från 1961 i regi av Gilbert Gunn.
Filmen är baserad på Cliff Hanleys roman Don't Bother to Knock.

## Handling
Researrangören Bill försöker vinna tillbaka sin flickvän. Det hela kompliceras när alla kvinnor han bjudit in under sina resor i Europa plötsligt dyker upp en efter en.

## Rollista i urval
- Richard Todd – Bill Ferguson
- Nicole Maurey – Lucille
- Elke Sommer – Ingrid
- June Thorburn – Stella
- Rik Battaglia – Giulio
- Judith Anderson – Maggie Shoemaker
- Eleanor Summerfield – mamman
- John Le Mesurier – pappan
- Colin Gordon – Rolsom
- Ronald Fraser – Fred
- Tommy Duggan – Al
- Amanda Barrie – den amerikanska flickan